# Мастер-банк
Мастер-Банк (ОАО «Мастер-Банк») — российский универсальный банк, деятельность которого прекращена 20 ноября 2013 года в связи с отзывом лицензии Центральным банком РФ. 16 января 2014 года Арбитражный суд города Москвы признал Мастер-банк банкротом.

## История
Банк был основан в 1992 году. В 2010 году ему был присвоен рейтинг кредитоспособности А «Высокий уровень кредитоспособности» (рейтинговое агентство «Эксперт РА») и он занимал 2-е место в рейтинге «Самые надёжные из 100 крупнейших российских банков» журнала «Профиль». В ноябре 2013 года лицензия Мастер-Банка на осуществление банковской деятельности отозвана Центробанком России.
Являлся универсальным банком с предоставлением всех видов банковских услуг. Имел 12 отделений с более чем 100 офисами в 10 регионах России. Центральный офис Мастер-Банка располагался в Москве (Руновский переулок, 12).
Эмблема банка повторяет символ триединства («триединости») — атрибута учения Рерихов Живой этики. Слово «Мастер» в названии банка также имеет отношение к учению, в котором так называют Махатму Мория.

## Деятельность

### Направления
Основные направления корпоративного бизнеса:
- Кредитование корпоративных клиентов.
- Зарплатные проекты.
- Услуги эквайринга.
- Услуги инкассации торговой выручки (в том числе услуги инкассации на банкоматах).

Основные направления розничного бизнеса:
- Вклады населения,
- Выпуск и обслуживание банковских карт,
- Операции с дорожными чеками American Express,
- Денежные переводы,
- Выплаты по чекам Tax Free (компаний Global Blue и Tax Refund),
- Операции с драгоценными металлами (покупка и продажа инвестиционных и памятных монет, операции с ОМС и слитковыми драгметаллами).

Услуги в области международных расчетов и валютного контроля:
- Проведение операций по покупке-продаже иностранной валюты.
- Расчетно-кассовое обслуживание клиентов в иностранной валюте.
- Консультации и разъяснения по законодательству РФ и нормативным актам Банка России.
- Рекомендации по оформлению документов валютного контроля.

### Банковские карты и банкоматы
Мастер-Банк являлся членом международных платежных систем VISA International, MasterCard International и распространял все основные типы банковских карт этих платежных систем. Банк также являлся уполномоченным агентом по привлечению предприятий к обслуживанию карт American Express, уполномоченным агентом по приему карт JCB и CUP.
Мастер-банк оказывал услуги процессинга 260-ти банкам. В результате отзыва лицензии клиенты этих банков потеряли возможность совершать операции по своим картам.
По состоянию на 2010 год сеть банкоматов Мастер-Банка превышала 3 000 устройств (4-е место по количеству банкоматов в России), из них свыше 800 — полнофункциональные банкоматы нового поколения с функцией приема наличных средств (cash-in) в шести валютах рублях, долларах США, евро, фунтах стерлингов, швейцарских франках, японских иенах.

### Партнёрства
Мастер-Банк сотрудничал с Европейским банком реконструкции и развития (ЕБРР). В 2008 году были заключены соглашение о предоставлении кредитов на поддержку программ по кредитованию среднего и малого бизнеса и развитию программы содействия торговле. Партнерами Банка на международных рынках являлись крупнейшие зарубежные банки, среди которых: Deutsche Bank AG, Frankfurt am Main; Standard Chartered Bank, New York, Commerzbank AG, Frankfurt am Main, Raiffeisen Zentralbank Österreich AG, банки группы UniCredit, банки группы VTB, Credit Suisse.
Мастер-Банк взаимодействовал с государственными экспортными кредитными агентствами и экспортно-импортными банками: EULER HERMES (Германия), AKA Ausfuhrkredit-Gesellschaft m.b.H., Eximbank USA (США), MEHIB (Венгрия), KUKE S.A. (Польша), Atradius (Нидерланды), Finnvera (Финляндия).

## Собственники и руководство
- Председатель Совета директоров — Надежда Михайловна Булочник.
- Председатель Правления — Борис Ильич Булочник.
- Первый заместитель Председателя Правления — Александр Борисович Булочник.

Большей частью акций банка владела семья Бориса Булочника.
Топ-менеджером банка некоторое время являлся Алексей Патрушев — племянник Николая Патрушева. В руководство банка с 2010 года (с перерывом) входил двоюродный брат Владимира Путина Игорь Путин. По мнению ряда экспертов, наличие в руководстве Мастер-банка Патрушева и Путина являлось значимым фактом и своеобразной «гарантией» для вкладчиков.

## Филиалы и офисы

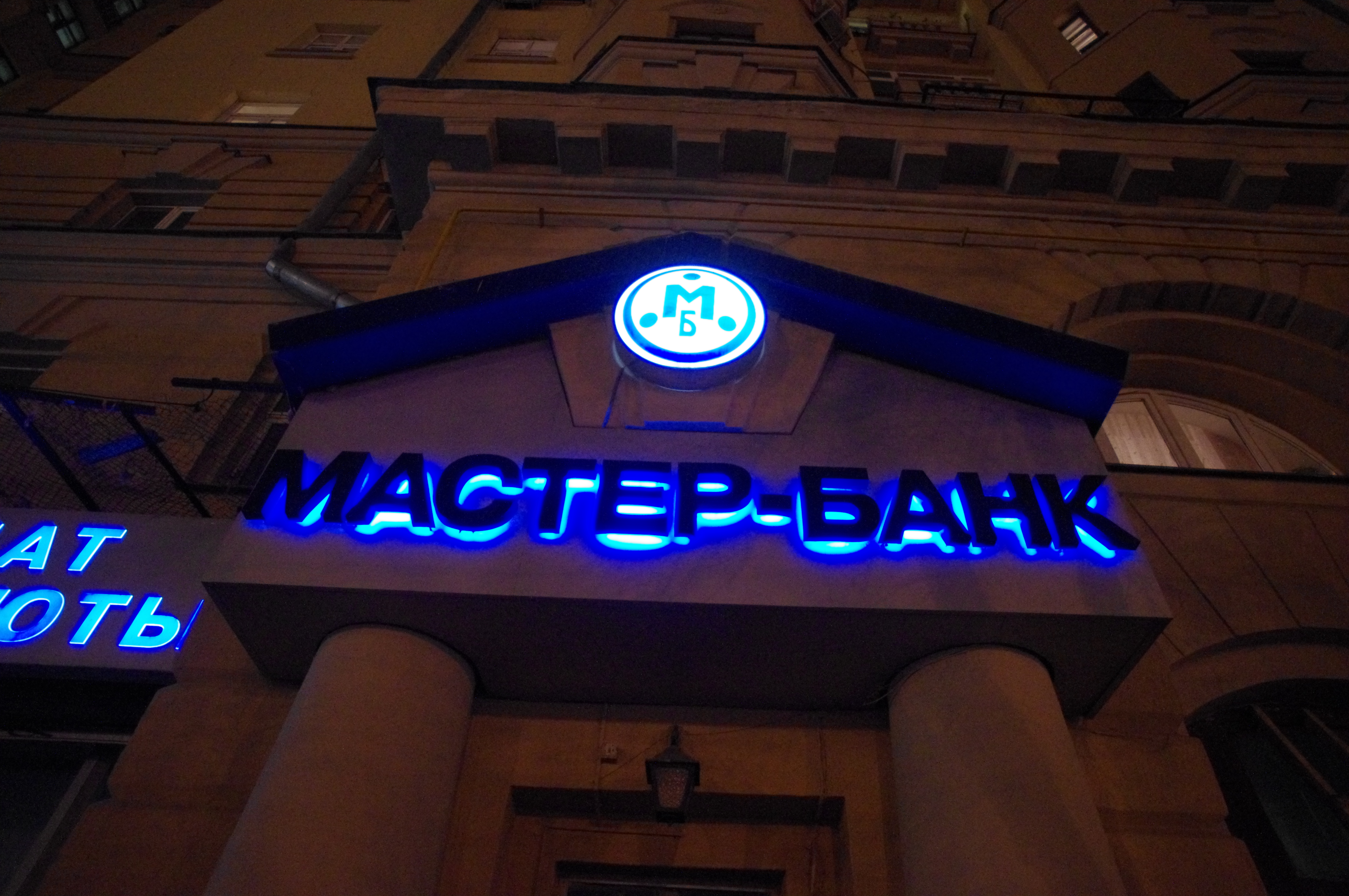
Вывеска на отделении Мастер Банка в Москве (2013)

Филиалы и офисы Мастер-Банка располагались в Центральном, Северо-Западном, Уральском, Сибирском и Южном федеральных округах:
- Москва и Московская область;
- Санкт-Петербург и Ленинградская область;
- Волгоград;
- Волжский;
- Нижний Новгород;
- Омск;
- Ростов-на-Дону;
- Рязань;
- Челябинск;
- Саратов.

## Рейтинги и рэнкинги
- Рейтинг кредитоспособности А «Высокий уровень кредитоспособности» (Рейтинговое агентство «Эксперт РА»)[3].
- В 2002 году Мастер-Банк вошёл в ежегодный рейтинг крупнейших банков мира журнала «The Banker».
- 1 место. Рейтинг «Банки-лидеры по приросту активных банковских карт на 1 января 2011 года». «РБК-daily»
- 4 место. Рэнкинг банков-лидеров по количеству собственных банкоматов по России на 1 января 2011 года. РБК. Рейтинг.
- 13 место в рейтинге надежности крупнейших российских банков на 1 июля 2011 года. Журнал «Профиль».
- 65 место в рейтинге «100 крупнейших банков России по сумме чистых активов на 1 октября 2011 г.» Коммерсант.ru.Деньги
- 39 место в рэнкинге «Интерфакс-100» по объему средств на счетах физических лиц и 70 место по размеру активов.[15]
- Мастер-Банк удостоился престижной награды International Star for Leadership in Quality за выдающиеся успехи в бизнесе, высокий уровень мастерства и флагманские позиции в области качества.[16].

## Инциденты
19 апреля 2012 года Главное управление экономической безопасности и противодействия коррупции МВД России направило в Центральный банк Российской Федерации ходатайство о проведении внеплановой проверки КБ «Мастер-банк». По заявлению представителя Главного управления, в прилагающемся к ходатайству письме перечислены факты, свидетельствующие о ведении банком деятельности с нарушением законодательства. В это же время ГУЭБиПК МВД России и ФСБ России в Сочи по подозрению в незаконной банковской деятельности был задержан скрывавшийся от следствия бывший вице-президент КБ «Мастер-Банк».
По ходатайству МВД в октябре 2012 года надзорные действия Банка России выявили нарушения законодательства в Мастер-банке и АКБ «Золостбанк». Центральный банк РФ заявил, что контролирует деятельность Мастер-банка и Золостбанка в постоянном режиме.
Ранее сотрудниками ГУЭБиПК МВД России, ГУВД Москвы обыски в офисах банка проводились 14 марта 2012 года, 20 декабря 2010 года, 19 сентября 2007 года.

## Отзыв лицензии
Приказом Банка России от 20 ноября 2013 года № ОД-919 отозвана лицензия на осуществление банковских операций у кредитной организации Коммерческий банк «Мастер-Банк» (Открытое акционерное общество) «Мастер-Банк» (ОАО) (г. Москва) с 20 ноября 2013 года.
Ещё в конце 2012 года правоохранительные органы сообщали о возможности потери банком лицензии. Руководство Мастер-Банка в ответах заявляло, что «никаких серьёзных претензий к деятельности банка со стороны Банка России нет» и банк функционирует в нормальном режиме.
С 20 ноября 2013 года после отзыва лицензии силами МВД производились обыски в офисах Мастер-Банка с выемкой документации. Оперативные мероприятия велись в рамках возбужденного уголовного дела по подозрению в незаконном обналичивании 2 миллиардов рублей организованной группой.

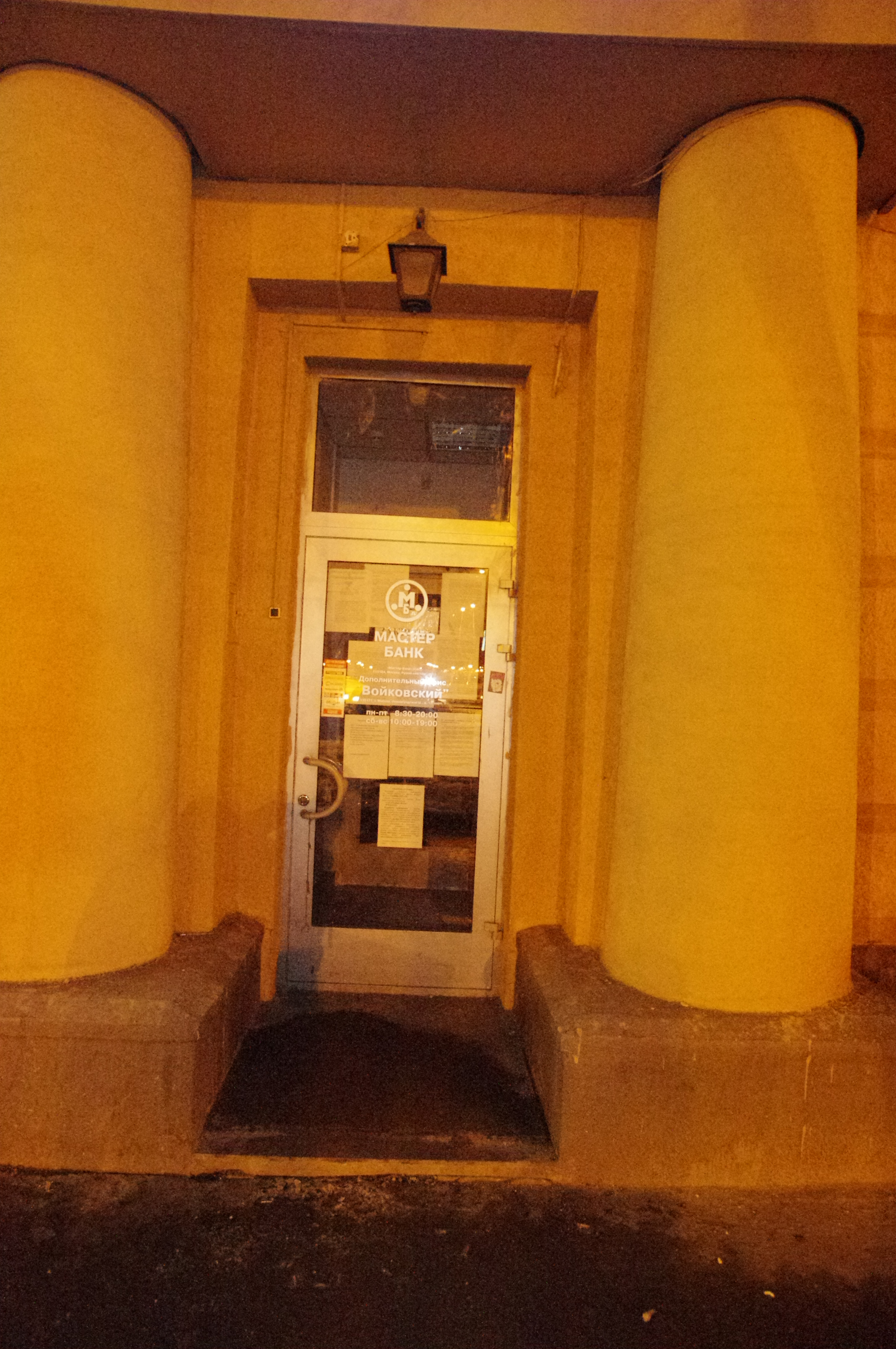
Объявления на закрывшемся отделении Мастер Банка в Москве (30 ноября 2013)

Журнал The New Times опубликовал расследование Натальи Морарь о деятельности Мастер-банка по обналичиванию средств ещё в 2007 году; это послужило причиной того, что в декабре того же года Морарь не впустили в Россию. По информации журнала, Мастер-Банк на протяжении ряда лет являлся лидером незаконного бизнеса по обналичиванию денег: «Об этом знали все участники рынка и регуляторы, и единственное, что мешало остановить работу по обналичке раньше, — чьё-то покровительство». Подобного мнения также придерживаются другие деятели банковского сектора Андрей Бородин и Олег Вьюгин
После отзыва у Мастер-банка лицензии пресс-секретарь президента Дмитрий Песков заявил, что Игорь Путин, который являлся членом совета директоров банка, не имел никаких деловых связей с президентом Владимиром Путиным.
Глава Центробанка России Эльвира Набиуллина заявила, что Мастер-Банк значительно искажал отчётность, а меры по остановке деятельности были приняты в связи с тем, что банк «был вовлечён в обслуживание теневой сети экономики, незаконного оборота, неоднократное нарушение законодательства по борьбе с отмыванием».
В связи с отзывом лицензии назначена временная администрация. 3 декабря 2013 года Центробанком России в Арбитражный суд Москвы подан иск о признании Мастер-банка банкротом. Согласно материалам Центробанка, треть кредитного портфеля Мастер-банка составляли ссуды по сомнительным операциям и его оздоровление невозможно из-за криминализации деятельности.
16 января 2014 года Арбитражный суд Москвы признал Мастер-банк банкротом.
По опубликованной в мае 2015 года информации МВД РФ, следствием установлено, что недостаточность активов банка для покрытия требований его кредиторов сформировалась в результате выдачи заведомо невозвратных кредитов в период с августа 2012 по август 2013 года на сумму более 17 миллиардов рублей. Территориальным следственным управлением МВД России возбуждено уголовное дело о преднамеренном банкротстве

### Реакция Международного центра Рерихов
В связи с отзывом лицензии «Мастер-Банка» на сайте общественной организации «Международный центр Рерихов» (МЦР) появилась информация, что деятельность этой организации «полностью финансировалась Борисом Ильичем Булочником», председателем правления «Мастер-Банка» (1994—2013). По признанию первого вице-президента МЦР, генерального директора Музея имени Н. К. Рериха Л. В. Шапошниковой, коммерческий банк «финансировал Центр Рерихов по всем направлениям», последствия отзыва лицензии «катастрофические — музей лишился всех средств для существования». В связи с этим Международный Центр Рерихов опубликовал обращение «В защиту мецената МЦР».